# NGC 4078
NGC 4078 (ook: NGC 4107) is een lensvormig sterrenstelsel in het sterrenbeeld Maagd. Het hemelobject werd op 17 april 1863 ontdekt door de Duits-Deense astronoom Heinrich Louis d'Arrest.

## Synoniemen
- UGC 7066
- MCG 2-31-23
- ZWG 69.43
- PGC 38238